# テリー植田
テリー植田（てりー・うえだ　1971年12月27日）は、日本のイベントプロデューサー。ニフティが運営するライブイベントホール東京カルチャーカルチャー勤務。サブカルから水族館、自治体イベントまで幅広くプロデュースしている。日本全国21都市で開催されている本の交換会「ブクブク交換」の創案者・主宰者でもある。
奈良県桜井市出身。血液型はO型。奈良県立郡山高等学校卒。新聞記者を志して同志社大学新聞学科を目指すが不合格になり、大阪のCM制作を学ぶ専門学校に進む。関西の制作会社でCM制作に携わり、3年後に上京。音楽ライターやDJのかたわら、ロフトプラスワンの店長の紹介で東京カルチャーカルチャーの立ち上げに参画する。
実家は三輪素麺の製麺所であり、ソーメン二郎というペンネームで、日本のそうめん文化の継承発展のための活動も行なっている。

## 著書
- 『簡単! 極旨! そうめんレシピ』（扶桑社、2017年6月。ISBN 978-4594611804 ）
- 『誰も教えてくれないイベントの教科書』（本の雑誌社、2019年2月。ISBN 978-4860114268 ）

## 外部サイト
- Business 誠 インタビュー｜TOKYO CULTURE CULTUREで新しいカルチャーを――プロデュースの裏側を聞く
- 個人サイト

そうめん研究家・ソーメン二郎の「そうめん道」ブログ